# Vale de Remígio
Vale de Remígio is een plaats (freguesia) in de Portugese gemeente Mortágua en telt 750 inwoners (2001).